# بریستول نوع ۱۴۳

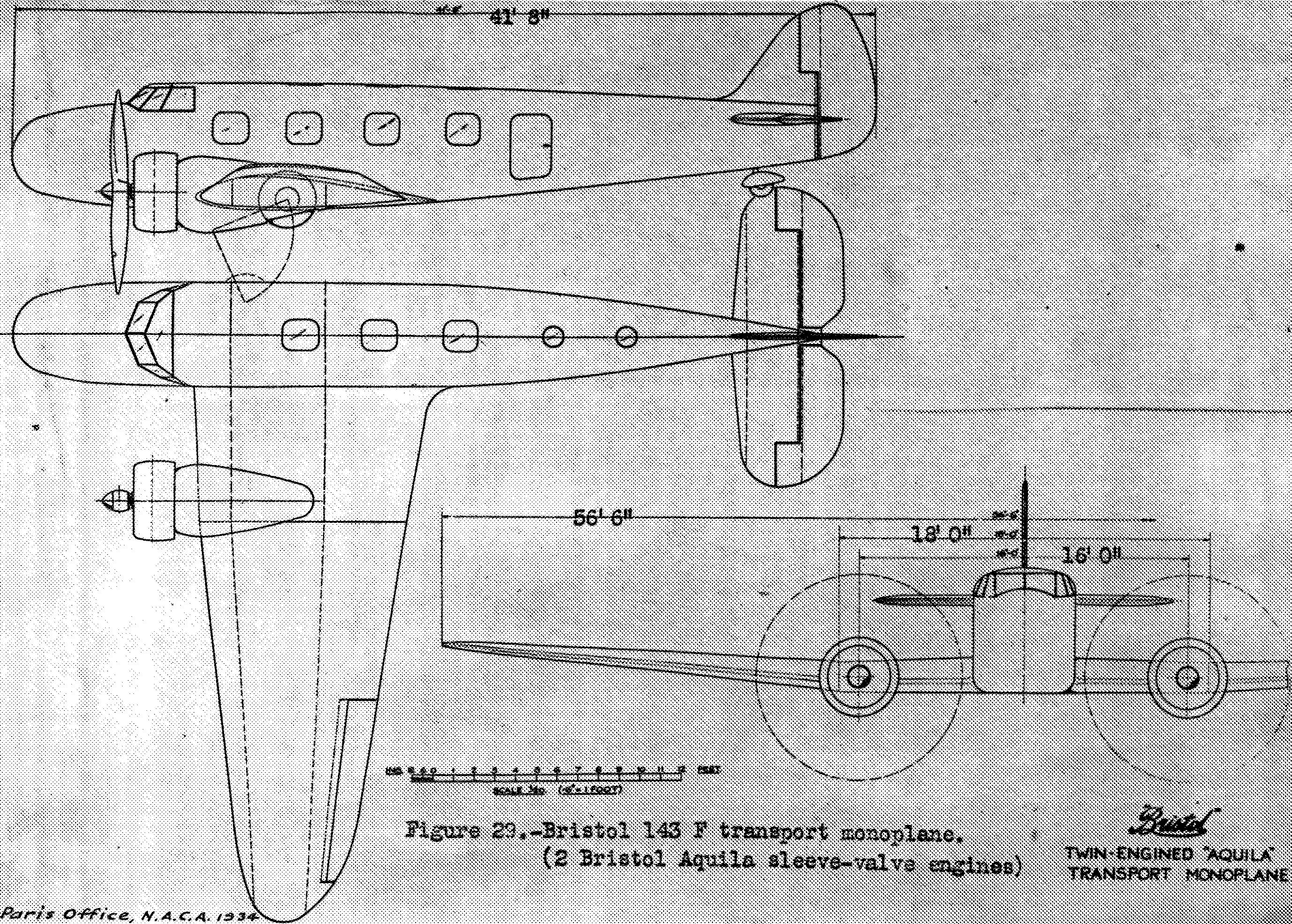
بریستول 143

بریستول نوع ۱۴۳ (به انگلیسی: Bristol Type 143) یک هواگرد ساختِ کارخانهٔ بریستول ایروپلین در کشور بریتانیا است . این هواگرد برای نخستین بار در ۱۹۳۶ میلادی مورد استفاده قرار گرفت.